# Système Kensington

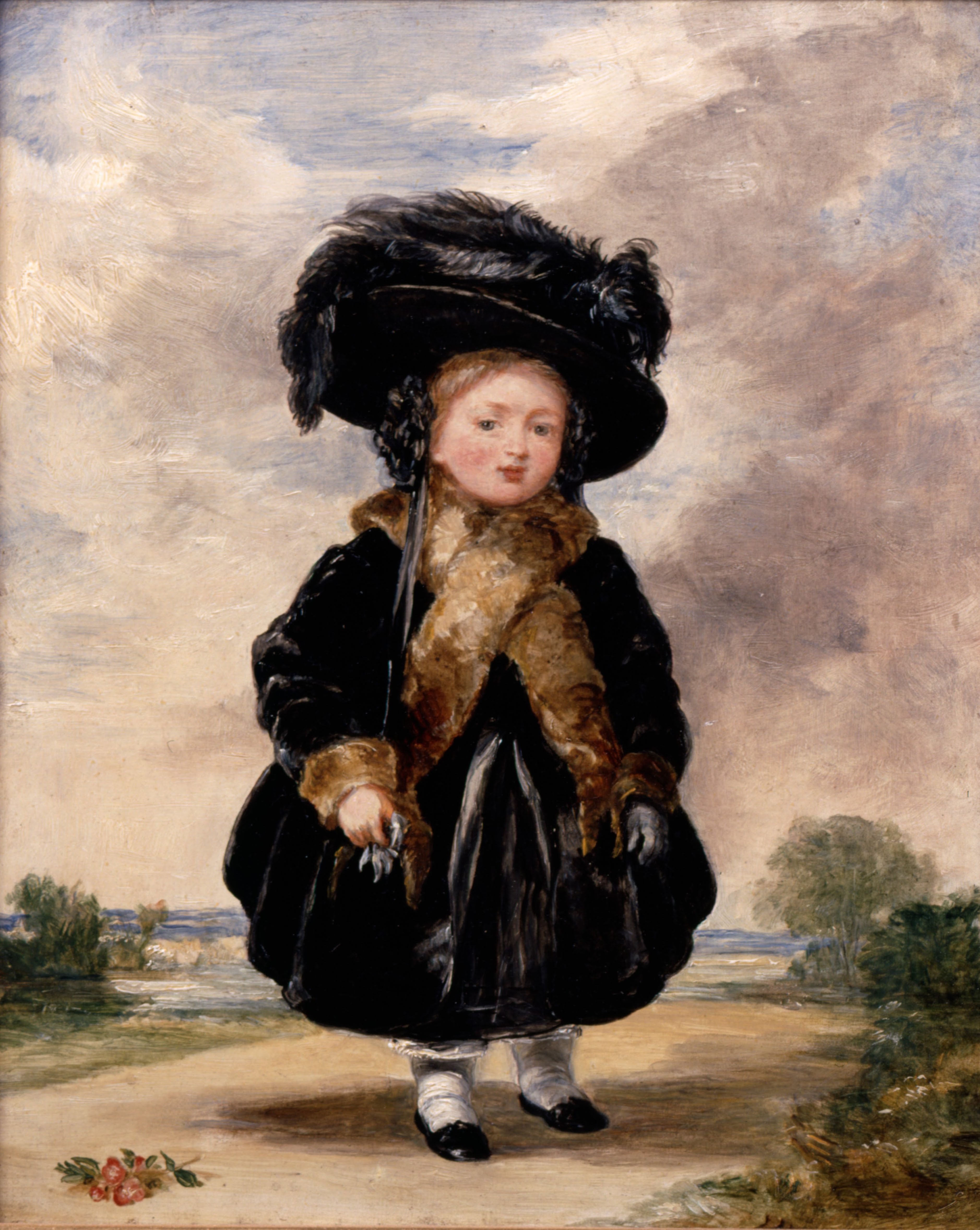
Victoria à l'âge de 4 ans.

Le système Kensington (en anglais : Kensington System) est un ensemble de règles strictes élaborées par la duchesse de Kent et son assistant Sir John Conroy, concernant l'éducation de la fille de la duchesse, la future reine Victoria. Il tire son nom du palais de Kensington à Londres, où ils résidaient avant l'accession au trône de la reine Victoria.

## Application
Ce système vise à rendre la princesse Victoria dépendante de sa mère et de Conroy et à l'éloigner de ses autres parents de la maison de Hanovre. La jeune Victoria n'est jamais autorisée à se séparer de sa mère, de son tuteur ou de ses gouvernantes (la baronne Lehzen et la duchesse de Northumberland). Ses moindres faits et gestes sont surveillés et strictement enregistrés. Elle est tenue à l'écart des autres enfants, sa mère et Conroy contrôlant entièrement les personnes qu'elle est autorisée à rencontrer.
Victoria n'a que deux camarades de jeu durant son adolescence : sa demi-sœur, la princesse Théodora de Leiningen, et la fille de Conroy, Victoire (en). Seuls quelques voyages occasionnels sont effectués en dehors de l'enceinte du palais. En particulier, deux visites à Claremont House pour voir son oncle Léopold Ier de Belgique influencent grandement l'opinion de Victoria sur le système Kensington. Lorsqu'il devient évident que Victoria héritera du trône, sa mère et Conroy tentent, au moyen d'une longue série de menaces et d'intimidations, de contraindre la future reine à nommer Conroy comme son secrétaire personnel et trésorier, sans succès.
L'éducation de Victoria commence à l'âge de 5 ans. Son premier professeur, le révérend George Davys, doyen de Chester, lui enseigne les Écritures. La duchesse de Kent drille personnellement sa fille après chaque leçon. À l'âge de 8 ans, Victoria commence à apprendre la bienséance, la lecture et l'écriture, auprès de la baronne Lehzen. Elle étudie le grec, le latin, l'italien, le français et l'allemand. La duchesse de Kent instaure un horaire quotidien strict pour l'éducation de la jeune princesse. Les cours du matin commencent à 9 h 30 avec une pause à 11 h 30. Les leçons reprennent l'après-midi à 15 heures et durent jusqu'à 17 heures.
Ce système est approuvé par le demi-frère de la reine Victoria, Charles, 3e prince de Leiningen, qui soutient les ambitions de sa mère pour une régence. Devenue reine, Victoria exprime son mécontentement à l'égard du système Kensington. Le prince tente de le justifier dans un livre paru en 1841.

## Conséquences
Le système Kensington se retourne contre ses instigateurs de manière spectaculaire. Victoria finit par détester sa mère, Conroy et la dame de compagnie de sa mère, Lady Flora Hastings. Peu après son 18e anniversaire, Victoria demande que son lit soit retiré de la chambre de sa mère, ce qui présage de la fin de l'influence de la duchesse de Kent et par l'intermédiaire de celle-ci, de celle de Conroy. Lors de son accession au trône, le 20 juin 1837, elle demande à avoir droit à une heure de solitude, ce que le système Kensington n'avait jamais permis. L'une des premières actions de Victoria en tant que reine est de bannir définitivement Conroy de ses appartements.

## Dans la fiction
Le système Kensington est évoqué dans le film Victoria : Les Jeunes Années d'une reine de Jean-Marc Vallée (2009), avec Emily Blunt dans le rôle de Victoria.